# Ammobates dusmeti
Ammobates dusmeti är en biart som beskrevs av Popov 1951. Ammobates dusmeti ingår i släktet Ammobates och familjen långtungebin. Inga underarter finns listade i Catalogue of Life.